# Якима (округ)
Округ Якима (англ. Yakima County) — округ штата Вашингтон, США. Население округа на 2000 год составляло 222 581 человек. Административный центр округа — город Якима.

## История
Округ Якима основан в 1865 году.

## География
Округ занимает площадь 11 126,6 км².

## Демография
Согласно переписи населения 2000 года, в округе Якима проживало 222 581 человек (данные Бюро переписи населения США). Плотность населения составляла 20 человек на квадратный километр.